# جهد زائد
الجهد الزائد (ملاحظة 1) في الكيمياء الكهربائية هو فرق كمون كهربائي (جهد كهربائي) لنصفي تفاعل بين جهد اختزال يحدد ثرموديناميكياً وبين الجهد الذي تلاحظ عنده تفاعلات أكسدة-اختزال تجريبياً.
بالتالي فإن فرط الجهد هي ظاهرة حركية، وتلاحظ في أنظمة الأكسدة-اختزال شبه المستقرة.

## هوامش
ملاحظة 1 الجهد الزائد  أو فرط الجهد 